# Hugo Müller (Schauspieler)
Hugo Müller (* 30. Oktober 1831 in Posen; † 21. Juli 1882 zu Niederwalluf) war ein deutscher Schauspieler und Schriftsteller.

## Leben
Hugo Müller war der Sohn eines Schulrats und Professors und besuchte das Gymnasium seiner Vaterstadt. Im Alter von 16 Jahren besuchte er die Universitäten in Berlin, Jena und Breslau, um Rechtswissenschaften zu studieren, und begann nach abgelegtem Examen eine Tätigkeit im Staatsdienst, die er aber bald wieder aufgab. Er wurde Schauspieler und wurde 1853 in Elbing engagiert. Später arbeitete er in Breslau, Hannover, Pest und Berlin. 1862 ging er ans Hoftheater München. Von 1863 bis 1869 war er zunächst Schauspieler und Regisseur in Riga und wurde dort Theaterdirektor. Von 1873 bis 1878 leitete er das Stadttheater Dresden. Von 1878 bis 1879 war er Oberregisseur am Victoriatheater in Frankfurt am Main und zog sich dann von der Bühne zurück. Er lebte seither als freier Schriftsteller. Er war 1871 Mitgründer der Genossenschaft Deutscher Bühnen-Angehöriger, deren Präsident und Ehrenpräsident er war. Bei einem Kuraufenthalt in Niederwalluf starb er im Alter von 50 Jahren.

## Werke
- Im Wartesalon erster Klasse. Lustspiel in 1 Akt. Bloch, Berlin 1865. (Digitalisat der Ausg. Boston 1879)
- Der Diplomat der alten Schule. Original-Lustspiel in 3 Akten. Obst, Berlin 1867. Neue A. 1873. (Digitalisat)
- Anno 66. Volksstück mit Gesang in 4 Akten und 7 Bildern. Bittner, Berlin 1867. (Digitalisat)
- Fürst Emil. Schauspiel in fünf Akten. Bittner, Berlin 1868. (Digitalisat)
- Adelaide. Genrebild mit Gesang in einem Akt. Bittner, Berlin 1868. (Digitalisat)
- Bei Stadtrats. Schwank. 1869.[1]
- An der Spree und am Rhein. Zeitbild mit Gesang in 4 Akten. Bittner, Berlin 1870.
- Die Arbeiter. Drama in einem Aufzuge, frei nach "Les ouvriers" von Eugène Manuel. Kühn, Berlin 1870.
- Berliner in Cairo. Burleske in 3 Akten und 7 Bildern. Bloch, Berlin 1870.
- Christkindchen. Weihnachtsbild. Kühn, Berlin 1870.
- Vernagelt. Posse mit Gesang in 1 Akt. Kühn Berlin 1870.
- Mein Wechsel. Posse in 3 Acten nach Moinaux und Bocage. Kühn, Berlin 1871.
- Die Duellfrage. Charakterbild in 5 Akten, aus dem Italienischen des Paolo Ferrari. Kühn, Berlin 1871.
- Welcher? Lustspiel in 1 Aufzug.Kühn, Berlin 1871.
- Onkel Moses. Charakterbild in 1 Aufzug. Bittner, Berlin 1869. (Digitalisat)
- Im Stuben-Arrest. Lustspiel in einem Akt. Nach dem Französischen. Roeder, Berlin 1870.
- (Mit Adolf L’Arronge): Die Spitzenkönigin. Original-Lebensbild in 3 Acten und 5 Bildern. Roeder, Berlin 1872.
- Duft. Lustspiel in 1 Akt. Bloch, Berlin 1872. (Digitalisat)
- Der König von Rom. Historischer Roman nach dem Italienischen. 1873.[2]
- Gewonnene Herzen. Volksstück mit Gesang in 3 Akten. Bloch, Berlin 1875.
- An die Luft gesetzt. Posse in 1 Akt. Bloch, Berlin 1878.
- Von Stufe zu Stufe. Lebensbild mit Gesang. Bloch, Berlin 1881.
- (Mit Emil Pohl): Heidemann und Sohn. Lebensbild mit Gesang in 7 Bildern.  1888.
- Rousseau. Drma in einem Akt. Lipinski, Leipzig, 3. Auflage 1910.

## Hörspiele
- 1926: Im Wartesalon erster Klasse. Lustspiel in einem Akt – Regie: Nicht angegeben (Sendespiel (Hörspielbearbeitung) – ORAG Königsberg)